# Joseph Louis Lagrange
Joseph Louis Lagrange (italiensk Giuseppe Lodovico Lagrangia) (født 25. januar 1736, død 10. april 1813) bliver regnet som en af de største matematikere i 1700-tallet.
Han blev født i den italienske by Torino og arbejdede både i Italien og Tyskland, men mest i Frankrig. Han døde i Paris.
Han var direktør ved institut for matematik ved Berlin videnskabsakademi (1766-1787) og udgav flere afhandlinger om himmelmekanik. Hans hovedværk er Mêcanique analytique (1788). Her finder man de såkaldte lagrangeske bevægelsesligninger for mekaniske systemer. Han flyttede til Paris i 1793 og blev formand for den komité som udarbejdede det metriske målesystem. 
Lagrange arbejdede også meget med talteori og algebra. Han gav flere vigtige bidrag til teorien for differentialligninger, og hans ligningsteori lå til grund for Niels Henrik Abels undersøgelse af femtegradsligningen. Lagrange prøvede at udvikle integralregningen, men kom ikke frem til nogen tilfredsstillende resultater.
Lagrange lægger navn til Lagrange-punkter.